# Kobukuro
I Kobukuro (in giapponese コブクロ) sono un gruppo musicale giapponese attivo dal 1998.
Il nome del gruppo è una parola macedonia che deriva dai cognomi dei due membri.

## Formazione
- Kentarō Kobuchi - chitarra, voce, strumenti vari
- Shunsuke Kuroda - voce

## Discografia
Album
- 1999 - Saturday 8PM
- 2000 - Root of My Mind
- 2000 - Answer
- 2001 - Roadmade
- 2002 - Grapefruits
- 2003 - Straight
- 2004 - Music Man Ship
- 2005 - Nameless World
- 2006 - All Singles Best
- 2007 - 5296
- 2009 - Calling
- 2010 - All Covers Best
- 2012 - All Singles Best 2